# بازاریابی بشارتی
بازاریابی بشارتی (به انگلیسی: Evangelism marketing) فرم پیشرفته بازاریابی دهان‌به‌دهان است که در آن شرکت مشتریانی که به‌شدت به یک محصول خاص یا خدمات باور قوی دارند را توسعه می‌دهد. این مشتریان آزادانه تلاش می‌کنند تا دیگران برای خرید و استفاده از محصول یا خدمات شرکت فوق متقاعد کنند.

## بازاریابی بشارتی
واژه بشارتی یا مبلغانه از سه کلمه «آوردن خبرهای خوب» یا همان «مژده» می‌آید و بازاریابی بشارتی ریشه گرفته از احساسات مذهبی است، در بازاریابی بشارتی مصرف‌کنندگان توسط باورهای خود در مورد یک محصول یا خدمات به حرکت درمی‌آیند تا با موعظه و آگاهی‌رسانی دیگران را نیز از محصول و خدمت درست منتفی نمایند. بازاریابی بشارتی تبلیغ و تمجید مثبت از برند و اظهارنظرهای تحقیرآمیز و تبلیغ منفی دربارهٔ برندهای رقیب توسط برخی مشتریان است. تبلیغات دهان‌به‌دهان ناشی از بشارت برند ریشه در دل‌بستگی روانی و عاطفی افراد به برند مربوطه دارد.

## ارتباط برند با مصرف‌کنندگان
محققان، ارتباط برند با مصرف‌کنندگان را همانند روابط بین افراد در زمینه‌های اجتماعی تفسیر می‌کنند و هنجارهای اجتماعی را هدایت‌کننده مصرف‌کنندگان در تعاملات با برند می‌دانند. مشتریان ممکن است به‌صورت فعال رفتارهایی مثل احساس نزدیکی و قرابت یا جذابیت در مورد برند از خود نشان دهند یا رفتارهای ضد برند مانند احساسی منفی و دوری یا فاصله گرفتن از برند را نشان دهند. در صورت ارتباط مؤثر برند با مصرف‌کننده، این امر باعث انتشار و تبلیغ برند در میان ارتباطات مصرف‌کنندگان با یکدیگر می‌شود و نیز رفتارهای مرتبط با برند را در پی خواهد داشت. به عبارت دیگر ارتباط مؤثر برند با مصرف‌کننده همبستگی مثبتی با تبلیغات دهان‌به‌دهان یا موارد قویی‌تری مانند حمایت از برند، دارد.

## مبشران برند
بسیاری از سازمان‌ها علاقه‌مندند تا با درک روابط مصرف‌کننده و برندهای خود بتوانند رفتارهایی که برای برندشان سودمند است را پرورش و تشویق نمایند. به همین منظور سازمان‌ها توجه خود را بر گروه کوچکی از مصرف‌کنندگان که مبشران یا مبلغان برند خوانده می‌شوند متمرکز نموده‌اند. مبلغان برند، علاقه شدیدی به برند شرکت دارند و به‌طور فعالی به تبلیغ در مورد آن می‌پردازند و تجربیات مثبت خود در رابطه برند را با دیگران به اشتراک می‌گذارند، آن‌ها با کاهش حس ابهام دیگران را برای استفاده از برند و تجربه کردن آن تشویق می‌نمایند و حتی تلاش می‌کنند افراد را از مصرف برندهای رقیب منصرف نمایند. مصرف‌کنندگان پرشور و برونگرا به احتمالی زیاد مبلغان و مبشران برندهای خود هستند. مبشران و مبلغان برند نه‌تنها برند را عاشقانه تبلیغ می‌کنند بلکه تعهد خود را با تکرار خرید برند نشان می‌دهند؛ بنابراین وفاداری به برند دل‌بستگی عاطفی به برند و نیت تکرار خرید برند تعریف می‌شود.

## تاریخچه بازاریابی بشارتی
«بشارت» یا همان Evangelism در دوره شکوفایی اینترنت در دهه ۱۹۹۰ تبدیل به اسم رمز کسب‌وکارها شده بود. بسیاری از مردم معتقدند گای کاوازاکی، رئیس مبلغان سابق اپل کامپیوتر، پدر بازاریابی بشارتی است. کاوازاکی در کتاب‌های خود هنر شروع و چگونه رقابت خود را به دیوانگی بکشانیم، می‌گوید:
مشتریان مبلغ از روی اعتقاد خالص خود به گسترش توصیه و جذب مشتریان جدید می‌پردازند، نه برای کالا یا پول

## انواع بازاریابی بشارتی
- بازاریابی بشارتی قابل انطباق با هر نوع محصول است.
- بشارت فناوری یکی از یک ابزار بازاریابی بشارتی است.
- بشارت بسترهای نرم‌افزاری (پلتفرم) یکی از ابزارهای بازاریابی بشارتی است که می‌توان از آن برای موارد دیگر استفاده کرد؛ مانند ایجاد محصولات مکمل برای پلتفرم‌های چندجانبه که همچنین دربرگیرنده کارکردهای غیر بازاریابی مانند تنظیم اکوسیستم تجاری پلتفرم برای به حداکثر رساندن اثرات شبکه است.

## چرا بشارت، رابطه نیست؟
بازاریابی بشارتی گاهی اوقات با بازاریابی رابطه‌ای (به انگلیسی: affiliate marketing) اشتباه گرفته می‌شود. درحالی‌که در برنامه‌های رابطه‌ای مشوق‌هایی در قالب پول یا محصولات ارائه می‌شود ولی در بازاریابی بشارتی مشتریان از روی اعتقاد خالص نه برای دریافت کالا یا پول به توصیه و جذب مشتریان جدید می‌پردازند، هدف مشتری مبلغ به‌سادگی ارائه خدمتی به افراد دیگر جامعه است. همان‌طور که مشتریان مبلغ به‌طور مستقل عمل می‌کنند، آن‌ها اغلب به تأثیرگذاران کلیدی تبدیل می‌شوند. واقعیت این است که به مبلغان پولی پرداخت نمی‌شود یا در ارتباط با هیچ شرکتی نیستند تا باورهای خود را با دیگران به‌عنوان باوری معتبر و درست به اشتراک بگذارند.

## چگونه بازاریابی بشارتی کنیم؟
گای کاوازاکی در مقاله هنر بشارت می‌گوید: بنا به تجربه من، سه راه برای بشارت مؤثر وجود دارد: گپ‌وگفت، صحبت در عموم و رسانه‌های اجتماعی.

### گپ و گفت
بشارت دادن به افرادی که از قبل می‌شناسید بسیار راحت‌تر است. فرایند ایجاد و پرورش این ارتباطات اجتماعی همان چیزی است که به آن گپ‌وگفت می‌گوییم. برای اینکه افراد بیشتری شما را بشناسند باید:
- بیرون بروید
- سؤال بپرسید
- احساسات خود را نشان دهید
- پیگیر باشید
- مؤثر ایمیل بفرستید
- حفظ ارتباط را آسان کنید
- لطف کنید

### صحبت مقابل مردم
سخنرانی کردن بخش مهمی از بشارت است چراکه شما را وادار می‌کند پیام منسجمی طراحی کنید و به گروه بزرگی از افراد اعلام کنید. برای دست‌یابی به این هدف باید:
- محتوای باکیفیت تولید کنید
- فروش شرکت را فراموش کنید.
- شخصی‌سازی کنید.
- سرگرم‌کننده باشید.
- داستان بگویید.
- از قبل حضار را بینید.
- آنچه را که می‌توانید کنترل کنید
- تمرین کنید و همیشه صحبت کنید.

### رسانه‌های اجتماعی
رسانه‌های اجتماعی می‌توانند طی چند هفته شما را در معرض دید هزاران نفر قرار دهد. برای دست‌یابی به این هدف باید:
- ارزش ارائه کنید.
- جالب باشید.
- از فرصت‌ها استفاده کنید.
- مختصر بگویید
- مثبت و مهربان باشید
- هیجان ایجاد کنید
- عنوان‌های وسوسه‌انگیز انتخاب کنید.
- از هشتگ استفاده کنید
- فعال بمانید

### جوامع مشتریان
یکی از راه‌های قوی دیگر برای مبلغان در قالب جوامع مشتریان است. جوامع مشتریان گروهی از کاربران یک محصول یا خدمت را برای به اشتراک گذاشتن اطلاعات و بحث در مورد مسائل مشترک باهم در یکجا جمع می‌نماید.
برخی از شرکت‌ها به چنین رویدادهایی کمک می‌کنند، به‌عنوان‌مثال جنرال موتورز پیک‌نیک تابستانی سالانه‌ای برای هزاران نفر از مشتریان اتومبیل‌های ساترن خود در تنسی سازماندهی می‌کند. مثال دیگر گروه صاحبان هارلی (HOGS) است که توسط هارلی دیویدسون سازماندهی‌شده و موتورسواران محلی و جهانی را از طریق جلسات ماهه و سالانه‌ای که در سراسر جهان برگزار می‌کند به هم متصل می‌نماید.
استارباکس، جامعه مشتریان آنلاین خود را در سال ۲۰۰۸ به نام ایده استارباکس من، طراحی و اجرا کرده که برای جمع‌آوری پیشنهادها و بازخورد از مشتریان برای محصولات یا خدمات است. در طول سال اول برنامه ایده استارباکس من، ۷۰۰۰۰ ایده از طریق سایت تولید و حدود ۵۰ تغییر بر اساس پیشنهادهای مشتری اجرا شد.